# Pristimantis pardalinus
Pristimantis pardalinus är en groddjursart som först beskrevs av Lehr, Lundberg, Aguilar och von May 2006.  Pristimantis pardalinus ingår i släktet Pristimantis och familjen Strabomantidae. IUCN kategoriserar arten globalt som otillräckligt studerad. Inga underarter finns listade i Catalogue of Life.